# بوبا مورتون
بوبا مورتون (بالإنجليزية: Bubba Morton)‏ هو لاعب كرة قاعدة أمريكي، ولد في 13 ديسمبر 1931، وتوفي في 14 يناير 2006 في سياتل في الولايات المتحدة.

## وصلات خارجية
- بوبا مورتون على موقع الدوري الياباني لكرة القاعدة (الإنجليزية)
- بوبا مورتون على موقعبيزبول رفرنس.كوم (الدوري الرئيسي) (الإنجليزية)